# Öhningen
 Öhningen – miejscowość i gmina w Niemczech, w kraju związkowym Badenia-Wirtembergia, w rejencji Fryburg, w regionie Hochrhein-Bodensee, w powiecie Konstancja, siedziba związku gmin Höri. Leży nad Jeziorem Bodeńskim (Untersee), przy granicy ze Szwajcarią.